# Ludvig 3. af Frankrig
Ludvig 3. (fransk: Louis III) (ca. 865–5. august 882) var konge af Det Vestfrankiske Rige, en forgænger for nutidens Frankrig, fra 879 til 882. 
Han var søn af Ludvig den Stammende. Ved faderens død deltes riget mellem Ludvig og broderen Karloman 2. Han efterlod sig ingen børn.